# Dremliuhî, Lebedîn
Dremliuhî (în ucraineană Дремлюги) este un sat în comuna Budîlka din raionul Lebedîn, regiunea Sumî, Ucraina.

## Demografie
Componența lingvistică a localității Dremliuhî
     Ucraineană (90,91%)
     Rusă (9,09%)
Conform recensământului din 2001, majoritatea populației localității Dremliuhî era vorbitoare de ucraineană (90,91%), existând în minoritate și vorbitori de rusă (9,09%).